# John (Bischof, St Andrews)
John (genannt John the Scot; † 1203) war ein schottischer Geistlicher. Von 1178 bis 1183 war er rechtmäßiger Bischof von St Andrews, musste aber dann auf sein Amt verzichten und wurde stattdessen Bischof von Dunkeld.

## Herkunft
Nach älteren Angaben soll John in England geboren worden sein, doch er entstammte einer Familie aus der Nähe des schottischen St Andrews. Er war vermutlich ein Neffe von Bischof Robert von St Andrews und mit Sicherheit ein Neffe von Matthew of Kinninmonth, dem Archidiakon von St Andrews, der 1172 Bischof von Aberdeen wurde. Wenn John ein Neffe von Bischof Robert war, wurde er wahrscheinlich im Haushalt des Bischofs ausgebildet. Nach dem Tod von Robert 1159 war er nicht in St Andrews, sondern studierte möglicherweise in Schulen in Oxford oder Paris. Während der Amtszeit von Bischof Richard kehrte er nach 1165 nach St Andrews zurück. Odo, der unter Richard als Verwalter der Besitzungen des Bischofs und des Kathedralpriorats diente, war entweder Johns Vater oder Onkel.

## Wahl zum Bischof
Nach dem Tod von Bischof Richard im Mai 1178 wählten die Kanoniker des Kathedralpriorats rasch John zum neuen Bischof. Die Wahl erfolgte aber ohne die Einwilligung von König Wilhelm I. Der verärgerte König setzte eine neue Wahl durch, bei der dieses Mal sein Kaplan Hugh zum Bischof gewählt wurde. Möglicherweise erfolgte die Wahl nicht durch die Kanoniker, sondern durch die Culdeer von St Andrews. John akzeptierte die Neuwahl nicht und reiste nach der Weihe von Hugh zum Bischof nach Rom, wo er bei Papst Alexander III. Einspruch einlegte. Der Papst erklärte daraufhin die die Wahl und Weihe von Hugh als unrechtmäßig entzog diesem die Verwaltung des Bistums. Um dies durchzusetzen, sandte der Papst seinen Legaten Alexius nach Schottland. Dieser hielt am 15. Juni 1180 in Holyrood Abbey ein Konzil unter dem Schutz der englischen Garnison von Edinburgh Castle ab. Der schottische König zeigte sich unnachgiebig, doch dennoch wurde die Wahl von John von der Versammlung als die rechtmäßige Wahl anerkannt. Hugh wurde förmlich als Bischof abgesetzt, während John am 15. Juni 1180 in Holyrood Abbey unter anderem von seinem Onkel Bischof Matthew und von Bischof Hugh von Durham zum Bischof geweiht wurde.

## Der Streit um St Andrews

### Konflikt zwischen John und dem schottischen König
Wie lange John nach seiner Weihe unter dem Schutz der englischen Garnison in Edinburgh blieb, ist unbekannt. Bischof Hugh ignorierte seine Absetzung und hielt an seinem Bischofsamt fest, worauf der Legat Alexius über das Bistum St Andrews das Interdikt verhängte. Der schottische König ließ dagegen die Besitzungen der Unterstützer von John plündern. Der Wohnsitz von Bischof Matthew wurden sogar niedergebrannt, worauf dieser zusammen mit anderen Unterstützern von John flüchtete. Sie setzten in die Normandie über, wo sie den englischen König Heinrich II. aufsuchten und um Hilfe baten. Dieser war nach dem Vertrag von Falaise der Lehnsherr des schottischen Königs. Heinrich II. berief den schottischen König zu sich, während der abgesetzte Hugh nach Rom reiste, um sich an den Papst zu wenden. Alexander III. wies seine Einwände aber zurück. Der schottische und der englische König trafen sich zwischen April und Juni 1181 und vereinbarten einen Kompromiss. Nach diesem sollte John auf das Amt des Bischofs von St Andrews verzichten. Im Gegenzug sollte er Bischof des vakanten Bistums Dunkeld sowie königlicher Kanzler werden. Dazu sollte ihm Hugh jährlich 40 Mark aus den Einkünften der reichen Diözese St Andrews zahlen. Dieser Kompromiss wurde Papst Alexander III. zur Bestätigung gegeben. Der Papst hatte bereits in seiner Bulle Super anxietatibus gezeigt, dass er nicht bereit war, Laien wie Heinrich II. Entscheidungen über geistliche Autorität zuzugestehen. Er wies den Kompromiss brüsk zurück und verbot John, ein anderes Amt als das von St Andrews anzunehmen. Dazu ernannte er Erzbischof Roger von York zum päpstlichen Legaten und ermächtigte ihn, über Schottland das Interdikt zu verhängen und den König zu exkommunizieren, wenn er John nicht als Bischof von St Andrews akzeptieren würde. Zugleich warnte der Papst den schottischen König, dass die 1176 in der Bulle Super anxietatibus anerkannte Unabhängigkeit der schottischen Kirche von der Oberhoheit des Erzbischofs von York bei anhaltendem Widerstand des Königs widerrufen werden könne. Der schottische König hatte bei seinem Treffen mit dem englischen König möglicherweise auch gar keinem Kompromiss zugestimmt, sondern bestand auf die Anerkennung seines Kandidaten Hugh als Bischof. Er kehrte erst im August 1181 aus der Normandie über England nach Schottland zurück. Die Drohung des Papstes hatte ihn offenbar noch nicht erreicht, als er bei Redden an der schottischen Grenze auf John the Scot und Bischof Hugh of Durham traf. Zwischen den beiden Parteien kam es zu einem erbitterten Streit, was daraufhin hinweist, dass der schottische König keinem Kompromiss zugestimmt hatte. Daraufhin exkommunizierte John mehrere Angehörige des Gefolges des Königs, darunter den Constable Richard de Moreville und den Schreiber Richard de Prebenda. Der Bischof von Durham forderte die Geistlichen des Bistums St Andrews und Erzbischof Roger of York die schottischen Bischöfe auf, John Gehorsam zu geloben. Im Gegenzug ließ König Wilhelm Besitzungen der Unterstützer von John beschlagnahmen und verbannte die Geistlichen, die John Gehorsam gelobt hatten. Der bereits schwer kranke Erzbischof von York verhängte nun die Exkommunikation über den König. Da er diese aber als päpstlicher Legat erst nach dem Tod von Papst Alexander III. am 30. August 1181 ausgesprochen hatte, war sie kirchenrechtlich ungültig. Nachdem auch der Erzbischof im November 1181 gestorben war, bestand nun die Möglichkeit, in dem Streit einen Kompromiss zu finden.

### Versuch einer Vermittlung 1182
Im Winter von 1181 bis 1182 sandte König Wilhelm eine von Bischof Jocelin von Glasgow geführte Gesandtschaft zur Kurie. Zusammen mit Hugh, der sich noch immer in Rom aufhielt, drängten die Gesandten den neuen Papst Lucius III. hartnäckig, bis dieser am 17. März 1182 die kirchlichen Sanktionen aufhob. Der Papst ließ dem König eine Goldene Rose als Zeichen seiner Gunst überreichen und ernannte zwei Legaten, die den Streit beilegen und gegebenenfalls Hugh wieder als Bischof einsetzen sollten. Wo und unter welchen Umständen die Legaten den schottischen König trafen, ist unbekannt, doch auch Hugh nutzte die Gelegenheit und kehrte nach Schottland zurück. John dagegen, der seit 1180 im Exil lebte, konnte nur bis zum südschottischen Roxburgh reisen, wo er unter dem Schutz einer englischen Garnison stand. Die beiden Legaten erreichten in Schottland in einem dreitägigen Konzil im Sommer 1182, an dem auch König Wilhelm teilnahm, einen neuen Verständigungsvorschlag. Nach diesem sollten sowohl Hugh wie auch John auf ihre Ansprüche auf St Andrews verzichten. John wurde erneut das Amt des Bischofs von Dunkeld sowie dazu das Amt des königlichen Kanzlers angeboten. Weiterhin sollte er jährlich 40 Mark aus den Einkünften des Bistums St Andrews erhalten sowie seinen beschlagnahmten Besitz zurückerhalten. Sollten diese Bedingungen für ihn nicht annehmbar sein, dann sollte auch Hugh nicht Bischof von St Andrews, sondern Bischof des Bistums Glasgow werden. Bischof Jocelin von Glasgow sollte dann stattdessen Bischof des reichen St Andrews werden, was darauf hindeutet, dass er sich diesen Plan ausgedacht hat.

### Niederlage von John 1183
John stimmte von Roxburgh aus der Vereinbarung zu doch dennoch wurde sie nicht umgesetzt. Vor allem der König hielt sich nicht an die Abmachung und setzte sich weiterhin für Hugh als Bischof von St Andrews ein, was die beiden Legaten aber ablehnten. Nun lud der König John zu direkten Verhandlungen ein. John weigerte sich aber, vor den König zu treten, selbst wenn dieser seine Sicherheit garantieren würde. Er verlangte, dass alle schottischen Prälaten und Magnaten schworen, dass der König die getroffene Vereinbarung umsetzen würde. Hugh erkannte, dass er in einer schwächeren Position war und wandte sich wieder an Papst Lucius III. Daraufhin sollten die beiden Kontrahenten in Rom erscheinen, wo dann vor Juni 1183 ein Kompromiss vereinbart wurde. Sowohl Hugh wie auch John verzichteten auf ihre Ansprüche auf St Andrews, worauf der Papst Hugh zum Bischof von St Andrews und John zum Bischof von Dunkeld ernannte. Dazu wurde John ein Teil der Einkünfte von St Andrews als Entschädigung zugesprochen. John musste diesen Kompromiss akzeptieren und kehrte zusammen mit Hugh nach Schottland zurück, wo beide die Verwaltung ihrer Bistümer übernahmen. Da der Kompromiss ohne den König ausgehandelt worden war, setzte dieser sein Versprechen, John zum Kanzler zu ernennen, nicht um und ließ das Amt unbesetzt.

## Erneuter Streit um St Andrews ab 1186
Der Streit zwischen Hugh und John ruhte nun drei Jahre, doch im Juli 1186 waren beide aus nicht genau bekannten Gründen erneut bei der Kurie in Verona. Möglicherweise waren sie beide im Auftrag des Königs unterwegs, um vom neuen Papst Urban III. die Bestätigung der päpstlichen Privilegien für Schottland zu erhalten. Dazu mussten noch Kandidaten für weitere vakante schottische Diözesen bestätigt werden. John erneuerte aber nun auch seinen alten Anspruch auf St Andrews und konnte den Papst überzeugen, sich erneut des umstrittenen Bistums anzunehmen. Sowohl Hugh wie auch John kehrten nun nach Schottland zurück, um Urkunden zu sammeln, die ihre Ansprüche belegen sollten. Dann kehrte John 1187 nach Rom zurück, während Hugh offenbar in Schottland blieb. Papst Urban III. starb im Oktober 1187, doch sein Nachfolger Clemens III. enthob am 16. Januar 1188 Hugh seines Amtes als Bischof und ordnete eine Neuwahl für St Andrews an, wobei er John als Kandidaten empfahl. Daraufhin reiste Hugh nach Rom, wo er aber im August 1188 starb. John war inzwischen nach Schottland zurückgekehrt, doch trotz der päpstlichen Bullen, die ihn als Bischof von St Andrews bestätigten, konnte er seine Ansprüche nicht durchsetzen. Er resignierte offenbar, verzichtete auf seine Ansprüche auf St Andrews und unterwarf sich dem König. Daraufhin durfte er seine zusätzlichen Einkünfte behalten und als Bischof nach Dunkeld zurückkehren. Er wurde aber immer noch nicht zum Kanzler ernannt. Nachdem der Tod von Hugh in Schottland bekannt geworden war, ignorierte der König die Aufforderung des Papstes nach einer Neuwahl. Ende April 1189 erklärte er auf einer Versammlung seiner Magnaten und Prälaten in Perth seinen Verwandten Roger of Leicester zum neuen Bischof von St Andrews. John, der an der Versammlung des Königs teilgenommen hatte, akzeptierte dies stillschweigend. Damit hatte der König in dem langwierigen Streit seinen Willen durchgesetzt.

## Bischof von Dunkeld
Nach 1189 diente John weiter als Bischof von Dunkeld. Da Roger of Leicester sich erst 1198 zum Bischof weihen ließ, vertrat ihn John sogar gelegentlich als Bischof in St Andrews. Am 10. September 1195 leitete er die Weihe von Bischof Reginald von Ross in St Andrews. Auch mehrere Verwandte von ihm lebten weiter in St Andrews. Als Bischof von Dunkeld verzichtete er auf den westlichen Teil seines Bistums, weil er angeblich die gälische Sprache der dortigen Einwohner nicht verstand. Sein Kaplan Harald soll zum ersten Bischof des neuen Bistums Argyll ernannt worden sein. Diese Schilderung der Bildung des Bistums Argyll scheint aber unwahrscheinlich zu sein, weil John, der zuvor so hartnäckig seine Ansprüche auf St Andrews verteidigt hatte, so leichtfertig auf seinen Anspruch auf Argyll verzichtete. Möglicherweise hatte ein lokaler Adliger, vielleicht Reginald von Argyll, den Papst überzeugt, in Argyll ein eigenes Bistum zu errichten. Gesichert ist aber nur, dass vor 1220 Argyll als eigenes Bistum bestand.

## Tod und Nachwirkung
John starb angeblich in Newbattle Abbey, wo er dann beigesetzt sein soll. Er hätte zuvor auf dem Sterbebett die Mönchskutte der Zisterzienser angelegt. An dieser Schilderung gibt es aber Zweifel. Die Schilderung vom Tod in Newbattle wie auch sein Verzicht auf Argyll stammt von Walter Bowers Scotichronicon, der sich vermutlich auf eine von William of Binning, Prior von Newbattle und später Abt von Coupar Angus geschriebene Lebensgeschichte von John bezog. Danach soll John auch in Podoth, dem heutigen Little Budworth in Cheshire geboren worden sein. Inwieweit Binning John the Scot mit John of Leicester, der von 1211 bis 1214 Bischof von Dunkeld war, verwechselte, ist nicht mehr zu klären. Bower erklärte auch irrtümlich, dass John the Scot anstelle John of Leicester Archidiakon von St Andrews gewesen sei. Der Streit zwischen dem schottischen und dem englischen König wird ausführlich in der Gesta Henrici II Benedicti abbatis von Roger of Hoveden beschrieben, der möglicherweise während der Verhandlungen als Bote des englischen Königs gedient hatte.
John bleibt eine rätselhafte Figur, die tapfer ihre Ansprüche, aber auch die Freiheit der Kirche gegen die Eingriffe des Königs verteidigte. Dabei war er bestrebt, seine eigenen Ansprüche durchzusetzen. Nachdem der 1183 geschlossene Kompromiss 1186 gescheitert war, folgte zwei Jahre später seine bemerkenswerte Aufgabe seiner Ansprüche. Diese Aufgabe wird vielleicht verständlich, wenn man das oft rücksichtslose Handeln von König Wilhelm betrachtet. John und seine Unterstützer wollten trotz heftigen Widerstands die Freiheit der Kirche gegen den König verteidigen, aber John wollte mit Sicherheit nicht als Märtyrer sterben.